# Hontnémeti

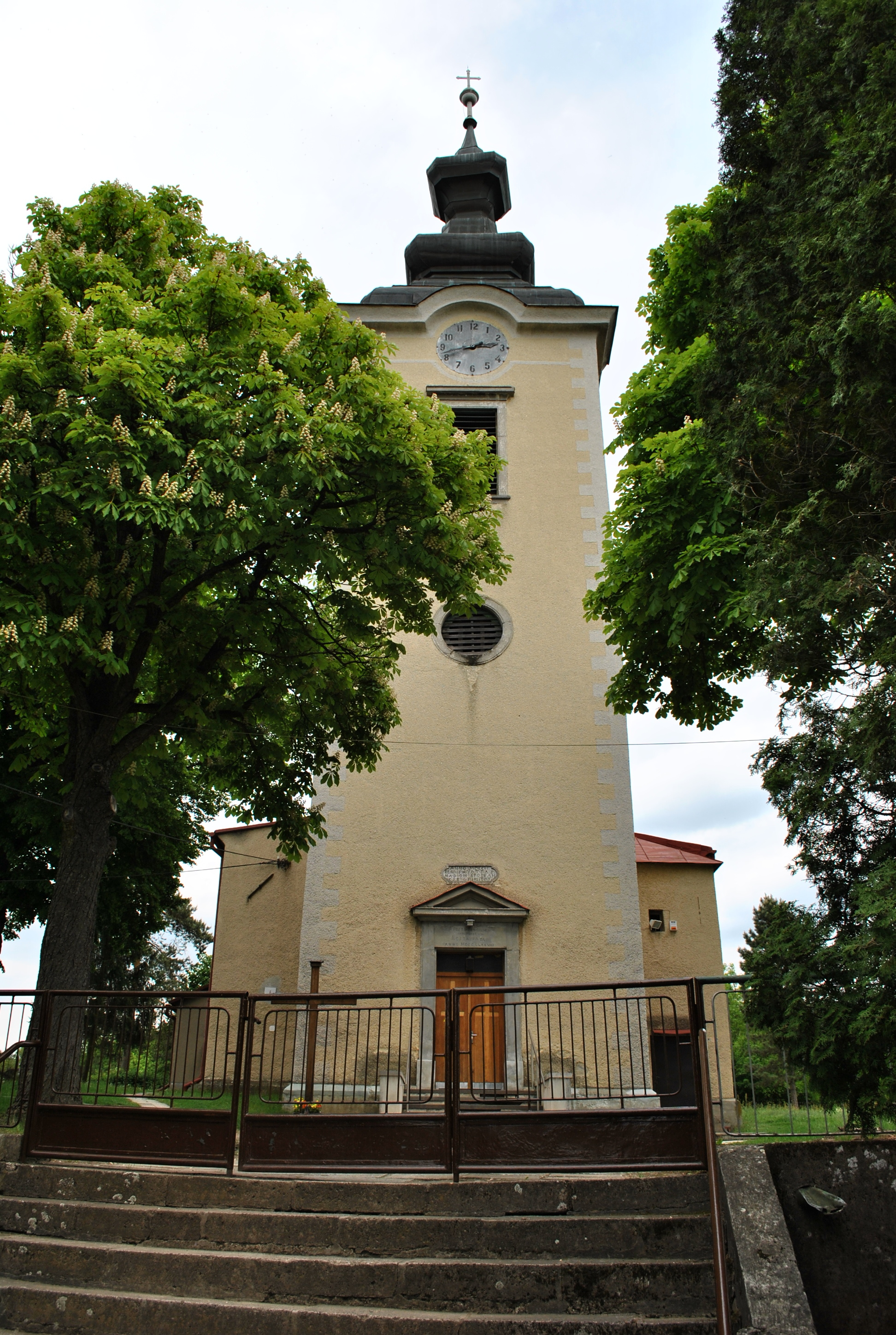
A Szent Márton templom

Hontnémeti (szlovákul Hontianske Nemce, németül Baierndorf) község Szlovákiában, a Besztercebányai kerület Korponai járásában.

## Fekvése
Korponától 10 km-re délnyugatra, a Selmec-Korponai hegyek között, a Selmec patak partján fekszik; az 51-es, 66-os és 525-ös utak kereszteződésében.

## Nevének eredete
Nevét egykori német lakosságáról kapta, névelőtagja az egykori vármegyei hovatartozásra utal.

## Története
Ősi település neolit, bronzkori és nagymorva leletekkel. A lengyeli kultúra települése és a lausitzi kultúra hamvasztásos temetője is előkerült a falu területén.
A mai falu akkor keletkezett, amikor 1235 körül szász telepesek érkeztek ide. Nevét is róluk kapta a település, mely 1256-ban szerepel okiratban először Nemety alakban. Később a szászok beolvadtak a környező szlovák lakosságba. 1281-ben Nempti, 1285-ben Nemty, 1291-ben Nympthy alakban említik az írott források.
A falu fontos helyen feküdt, hiszen itt vezetett át az a régi országút, amely a Duna-melléket az ősi bányászvárossal, Selmeccel kötötte össze. A Selmec folyóban egykor aranyat is mostak, később azonban a készletek kimerültek. 1256-ban IV. Béla elvette Nemti földjét, hogy a szomszédos Zábrod királyi szolgálatban álló telepeseinek adja. 1291-től az esztergomi káptalan birtoka.
A 16. században a török többször pusztította. 1619 és 1629 között mezővárosként Hont vármegye székhelye volt. 1715-ben malom, és 137 porta állt a településen. 1729-ben mint nemesi község vásártartási jogot kapott. 1828-ban 118 házában 702 lakos élt. 1852-ben megépült a Németit Zólyommal összekötő út, amely fejlődésére nagy hatással volt. Lakói főként mezőgazdasággal, állattartással, szőlőtermesztéssel foglalkoztak.
Vályi András szerint "NÉMETI. Mező Város Hont Várm. földes Ura az Esztergomi Káptalanbéli Uraság, lakosai katolikusok, fekszik a’ Selmetzi Ország útban, Domanikhoz 1 órányira, szántó földgye két vetőre van osztva, szőlő hegye, legelője, ’s erdeje elég van, réttye kevés."
Fényes Elek szerint "Némethi, Nemce, tót m. város, Honth vmegyében, 2 3/4 mfdnyire ut. post. Selmecztől, 638 kath., 7 evang. lak. Kath. paroch. templom. Szőlőhegye, erdeje, legelője tágas; rétje szűk; gyümölcse nagyon sok, s azt Selmeczre hordja. F. u. az esztergomi káptalan."
1919-ben a magyar vöröshadsereg és a cseh csapatok közti harcok következtében tűzvész pusztította, a település fele leégett. A trianoni békeszerződésig Hont vármegye Korponai járásához tartozott.

## Népessége
| Év:            | 1994. | 2004.   | 2014.   | 2024.   |
| -------------- | ----- | ------- | ------- | ------- |
| Emberek száma: | 1536  | 1498    | 1514    | 1374    |
| Eltérés:       |       | -2,47 % | +1,06 % | -9,24 % |

| Év:            | 2023. | 2024.   |
| -------------- | ----- | ------- |
| Emberek száma: | 1378  | 1374    |
| Eltérés:       |       | -0,29 % |

1880-ban 568 lakosából 37 magyar és 503 szlovák anyanyelvű volt. Hontrákócon 12 magyar és 69 szlovák anyanyelvű élt. Szitnyaligeten 187 szlovák anyanyelvű élt.
1890-ben 630 lakosából 61 magyar és 550 szlovák anyanyelvű volt. Hontrákócon 14 magyar és 109 szlovák anyanyelvű élt. Szitnyaligeten 2 magyar és 206 szlovák anyanyelvű élt.
1900-ban 593 lakosából 53 magyar és 532 szlovák anyanyelvű volt. Hontrákócon 16 magyar és 104 szlovák anyanyelvű élt. Szitnyaligeten 205 szlovák anyanyelvű élt.
1910-ben 612 lakosából 82 magyar és 511 szlovák anyanyelvű volt. Hontrákócon 41 magyar és 61 szlovák anyanyelvű élt. Szitnyaligeten 9 magyar és 200 szlovák anyanyelvű élt.
1921-ben 753 lakosából 22 magyar és 724 csehszlovák volt. Szitnyaligeten 175 csehszlovák nemzetiségű élt.
1930-ban 965 lakosából 2 magyar és 953 csehszlovák volt. Szitnyaligeten 175 csehszlovák nemzetiségű élt.
1991-ben 1528 lakosából 1 magyar és 1493 szlovák volt.
2001-ben 1495 lakosából 1471 szlovák volt.
2011-ben 1554 lakosából 1447 szlovák volt.
2021-ben 1424 lakosából 1352 (+7) szlovák, 14 cigány, (+1) magyar és 14 (+2) egyéb, illetve 44 ismeretlen nemzetiségű volt.

## Nevezetességei
- A falu feletti dombon áll Szent Márton tiszteletére szentelt kegytemploma, amely 13. századi eredetű. A 16. század elején gótikus stílusban átépítették, 1783-ban barokkizálták. A szentély mellékoltárán van a Skapulárés Boldogasszony képe. A templom régi búcsújáróhely.
- A szőlőhegyen 15. századi Szent Orbán és Szent Donát tiszteletére szentelt, késő gótikus kápolna áll. Főoltára 1660 és 1680 között épült.
- A plébánia épülete eredetileg reneszánsz stílusú.
- A Mária-oszlop a 18. század második felében készült.
- A faluban, az út mentén több 19. századi lakóház áll még.

## Híres emberek
- Itt született Marián Labuda szlovák színész, a Szlovák Nemzeti Színház tagja és testvére, Jozef Labuda régész, a selmecbányai bányamúzeum igazgatója.

## Külső hivatkozások
- Községinfó
- Hontnémeti Szlovákia térképén[halott link]
- Regionhont.sk
- Tourist-channel.sk
- E-obce.sk